# Carcelia sexta
Carcelia sexta là một loài ruồi trong họ Tachinidae.